# Calestano
Calestano (Calistan in dialetto parmigiano) è un comune italiano di 2 151 abitanti della provincia di Parma in Emilia-Romagna, a circa 30 km da Parma.

## Geografia fisica

### Territorio
Il comune di Calestano si estende per circa 58 km2 nella tratto medio alto della valle del torrente Baganza. Il comune confina a nord con i comuni di Sala Baganza e Felino, a est con i comuni di Langhirano e Corniglio, a sud con il comune di Berceto e ad ovest con quello di Terenzo.
Notevole è l'escursione altimetrica del territorio passando da un minimo di 293 m s.l.m del fondovalle nel punto più settentrionale ai 1313 m s.l.m raggiunti nel crinale che divide la Val Parma dalla Val Baganza, nel complesso l'escursione altimetrica si attesta sui 1020 m.
La casa comunale, ubicata nel capoluogo, sorge alla quota di 417 m s.l.m. sulla sponda destra del torrente Baganza, torrente che poco a valle del capoluogo inizia a segnare il confine occidentale che divide il comune prima da Terenzo e poi da Sala Baganza. La parte di territorio comunale che si estende oltre il Baganza è comunque molto limitata ed si trova ubicata all'altezza del capoluogo, infatti, come a valle, anche a monte, il confine finisce presto con l'attestarsi sul torrente Baganza sino al confine meridionale del territorio comunale.
Dal punto di vista orografico il versante orientale della Val Baganza, a differenza dello scosceso versante opposto, presenta declivi più dolci ed è attraversato da numerosi affluenti del Baganza; tra questi, il rio Moneglia lambisce il centro del capoluogo.
Il territorio presenta una buona copertura boschiva che si alterna al coltivo nelle vallate dei vari rii e nei punti in cui il pendio digrada facendosi più dolce.
Dal punto di vista geologico, di notevole pregio sono i Salti del Diavolo, collocati in prossimità della frazione di Ravarano, che si presentano come torri dal colore grigio che si ergono dal bosco e che sono costituiti da conglomerati derivati dalla sedimentazione del fondo oceanico ligure-piemontese nel periodo Cretacico detto Campaniano, circa 70 - 80 milioni di anni fa. Alla base della torre sono presenti numerosi ciottoli arrotondati di ambiente fluviale derivato dal trasporto di fiumi austriaci o alpini.

### Clima
Essendo ubicato nel medio appennino, Calestano gode di un clima caldo e temperato caratterizzato da inverni piuttosto rigidi, nei quali facilmente la temperatura scende sotto zero, ed estati calde. La temperatura media annua è di circa 11.4 °C, il mese più caldo è luglio, il più freddo gennaio. Le temperature medie variano durante l'anno di 20.2 °C.
La piovosità media annua si attesta intorno agli 866 mm, le precipitazioni più intense avvengono i primavera e autunno, mentre i periodi più secchi sono l'inverno e l'estate. Durante i mesi invernali, le precipitazioni assumono non di rado carattere nevoso che, in taluni casi, possono anche generare notevoli accumuli al suolo.
Di seguito si riporta una tabella riassuntivi dei principali dati meteorologici:
| Mese                | Mesi | Mesi | Mesi | Mesi | Mesi | Mesi | Mesi | Mesi | Mesi | Mesi | Mesi | Mesi | Stagioni | Stagioni | Stagioni | Stagioni | Anno |
| Mese                | Gen  | Feb  | Mar  | Apr  | Mag  | Giu  | Lug  | Ago  | Set  | Ott  | Nov  | Dic  | Inv      | Pri      | Est      | Aut      | Anno |
| ------------------- | ---- | ---- | ---- | ---- | ---- | ---- | ---- | ---- | ---- | ---- | ---- | ---- | -------- | -------- | -------- | -------- | ---- |
| T. max. media (°C)  | 4,1  | 6,6  | 10,5 | 15,0 | 19,5 | 23,6 | 26,7 | 25,9 | 22,0 | 16,0 | 10,1 | 5,2  | 5,3      | 15,0     | 25,4     | 16,0     | 15,4 |
| T. media (°C)       | 1,3  | 3,1  | 6,5  | 10,6 | 14,8 | 18,6 | 21,5 | 20,9 | 17,5 | 12,3 | 7,1  | 2,6  | 2,3      | 10,6     | 20,3     | 12,3     | 11,4 |
| T. min. media (°C)  | −1,5 | −0,3 | 2,6  | 6,2  | 10,2 | 13,7 | 16,3 | 15,9 | 13,1 | 8,7  | 4,1  | 0,1  | −0,6     | 6,3      | 15,3     | 8,6      | 7,4  |
| Precipitazioni (mm) | 65   | 59   | 66   | 77   | 72   | 54   | 45   | 63   | 77   | 106  | 103  | 79   | 203      | 215      | 162      | 286      | 866  |

- Classificazione climatica: zona E, 2991 GG[7]
- Classificazione sismica: zona 3, secondo la classificazione sismica della protezione civile del marzo 2015[13]

## Origini del nome
Il toponimo ha origine latina; Calestano deriverebbe infatti dal prediale Callistanus, riferibile a un certo Callistus, possidente romano proprietario di fondi agricoli nella zona.

## Storia

### Origini
Il territorio di Calestano risultava popolato già nel neolitico; risalgono infatti all'incirca al 5000 a.C. alcuni strumenti in pietra rinvenuti nei pressi di Marzolara.
Sono invece databili all'incirca nel 3000 a.C., in piena età del rame, vari oggetti scoperti nel tempo in varie località nei dintorni.
Durante l'età del bronzo, intorno al 1500 a.C., la zona era abitata dai Liguri, che fondarono un castellaro a monte di Fragno; allo stesso popolo è riferibile una tomba risalente alla fine del IV secolo a.C., portata alla luce nei pressi di Casaselvatica, oggi nel comune confinante di Berceto.
In epoca romana sorsero qua e là piccoli villaggi e fattorie, nelle posizioni più favorevoli allo sfruttamento agricolo; di quell'epoca sopravvivono ancora alcuni toponimi delle località dell'odierno comune, tra cui quello di Calestano.

### Medioevo
In età medievale gli antichi insediamenti romani e la rete viaria si mantennero pressoché inalterati. A presidio della vallata furono edificati tra l'XI e il XIII secolo, probabilmente dal Comune di Parma, i castelli di Calestano, Marzolara, Alpicella, Vigolone e Ravarano; mentre quest'ultimo fu acquistato nel 1214 dal marchese Pelavicino Pallavicino, gli altri furono donati nel 1249 al conte di Lavagna Alberto Fieschi. Nel 1275 il cardinale Ottobono Fieschi, futuro papa Adriano V, nominò suo erede di tali terre il fratello Percivalle; alla morte di quest'ultimo nel 1290 subentrarono i nipoti Luca, Carlo e Ottobono del ramo di Torriglia, che nel 1313 ne furono investiti dall'imperatore del Sacro Romano Impero Enrico VII di Lussemburgo.
Nel 1370 il Signore di Milano Bernabò Visconti, temendo possibili attacchi da parte del marchese di Ferrara Niccolò II d'Este, fece costruire a Calestano una fortezza a difesa della vallata.
Nel 1409 il Parmense fu conquistato dal marchese Niccolò III d'Este, che nel 1420, al termine di aspri scontri, per mantenere il possesso di Reggio Emilia, fu costretto a cederlo al duca di Milano Filippo Maria Visconti. Tuttavia, i Fieschi rimasero fedeli all'Estense e il Visconti nel 1426 incaricò il condottiero Pier Maria I de' Rossi di conquistare le terre della val Baganza in loro possesso; Pietro pose l'assedio alla rocca di Marzolara, che dopo 24 giorni di bombardamenti capitolò; il Duca assegnò quindi il maniero al Rossi e inviò Niccolò de' Terzi, il Guerriero, a presidiarlo. Pier Maria si spostò quindi a Calestano, ove costruì una bastia di fronte al castello di Gian Luigi Fieschi, che fu ferito e arrestato nel tentativo di espugnarla.
La guerra proseguì per anni in tutto il Parmense e nel 1431 Niccolò Piccinino promise al conte Gian Luigi Fieschi la restituzione dei castelli di Marzolara, Calestano e Vigolone al termine del conflitto, con la clausola che nel frattempo rimanessero nelle mani di Niccolò de' Terzi, il Guerriero; per questo ordinò al referendario del Comune di Parma Anton Simone Butigelli di consegnarli al Guerriero. Ne fu però successivamente investito Baldo Soardi, che nel 1438 fu scomunicato dal vescovo Delfino della Pergola per non aver consegnato alla Diocesi di Parma le decime raccolte dagli abitanti di Fragno. Nel 1439 Filippo Maria Visconti assegnò quindi i feudi al cancelliere di Niccolò Piccinino Albertino de' Cividali e successivamente ai conti di Canino e a Giovanni da Oriate; nel 1443, al termine della guerra, il Duca restituì i castelli di Calestano, Marzolara e Vigolone al conte Giannantonio Fieschi in segno di riconoscenza per la sua devozione.
Tuttavia, nel 1465 il duca di Milano Francesco Sforza investì del feudo il condottiero Giorgio da Gallese, al quale subentrò nel 1474 Giorgio del Carretto; l'anno seguente il duca Galeazzo Maria Sforza assegnò Calestano al consigliere ducale Pietro Landriani, al quale succedette nel 1498 il figlio Jacopo; l'anno seguente, però, a causa delle proteste da parte degli abitanti, il duca Ludovico il Moro gli revocò l'investitura e restituì il maniero a Gian Luigi Fieschi, alla cui scomparsa il feudo fu ereditato, insieme a quelli di Vigolone, Grondona, Garbagna, Loano e a una quota di quello di Varzi, dai figli Scipione e Sinibaldo.

### Età moderna
Il territorio fu interessato da altri scontri durante la guerra di Parma, quando nel 1551 le truppe imperiali guidate da Ferrante I Gonzaga occuparono la rocca di Vigolone e ne furono respinte dopo alcuni giorni dall'esercito del duca di Parma Ottavio Farnese.
Nel 1650 Carlo Leone e Claudio Fieschi vendettero i diritti su Calestano, Marzolara, Vigolone e Alpicella, sui loro manieri e sulle pertinenze al conte Camillo Tarasconi.
A Ravarano rimasero invece quasi ininterrottamente i Pallavicino fino al 1687, quando il ramo della famiglia si estinse; la Camera Ducale di Parma avocò a sé tutti i diritti sul feudo, che cedette ai fratelli Gian Simone e Lelio Boscoli; nel 1707 il marchese Andrea Boscoli ne ottenne la permuta con Berceto. Nel 1728 il castello fu quindi assegnato al conte Paolo Anguissola, al quale subentrò nel 1752 il conte Beltramo Cristiani, governatore di Mantova; alla sua morte nel 1758 Ravarano passò ai figli Gianfrancesco e Luigi.

### Età contemporanea
In seguito alla conquista del ducato di Parma e Piacenza da parte dei francesi, nel 1805 per decreto napoleonico tutti i diritti feudali furono aboliti e l'anno seguente Calestano divenne sede di comune (o mairie).
Dopo l'Unità d'Italia furono tracciate nuove strade, tra cui quella di fondovalle e quella di collegamento con Langhirano, che favorirono lo sviluppo economico della zona; tuttavia, mentre i centri di Calestano e Marzolara incrementarono notevolmente il proprio numero di abitanti, le frazioni montane si spopolarono gradualmente.
Nel 1890 il territorio comunale fu ridotto in seguito alla cessione della frazione di Casaselvatica al comune di Berceto.
Nel 1910 fu inaugurata la tranvia Parma-Marzolara, per collegare la città alla frazione, che divenne meta di turismo sciistico; la linea sarebbe rimasta attiva fino al 1952.
Nel corso della seconda guerra mondiale, tra il 1941 e il 1943, Calestano fu uno dei comuni della provincia di Parma adibiti a località di internamento libero per ebrei stranieri. Vi soggiornarono a domicilio coatto una ventina di profughi, provenienti dai Balcani. Dopo l'8 settembre 1943, con l'occupazione tedesca e la Repubblica Sociale Italiana, il gruppo si dette alla clandestinità e si disperse. I più riuscirono in vario modo ad evitare la cattura e la deportazione, ad eccezione dei quattro componenti della famiglia Reknitzer, arrestati a Cernobbio mentre tentavano di attraversare il confine italo-svizzero. In memoria dei deportati sono state poste delle pietre d'inciampo di fronte alle case dove erano alloggiati a Calestano durante il soggiorno coatto. Negli stessi mesi, i coniugi Ostilio e Amelia Barbieri, con la connivenza del maresciallo dei carabinieri Giacomo Avenia e del podestà Ugo Gennari, trovarono rifugio ai tre componenti della famiglia ebrea dei Mattei, profughi fiumani; il parroco don Ernesto Ollari li nascose nella frazione di Canesano, ove rimasero fino alla Liberazione; per questo, il 2 agosto 1999, l'Istituto Yad Vashem di Gerusalemme conferì a Ostilio e Amelia Barbieri, Giacomo Avenia ed Ernesto Ollari l'onorificenza di giusti tra le nazioni.
Durante il passaggio del fronte, il centro di Calestano subì gravi danni, colpito dai bombardamenti alleati, che causarono anche il crollo di parte della chiesa di San Lorenzo.

### Simboli

Stemma comunale

Lo stemma comunale è definito dal decreto regio del 24 febbraio del 1927 concesso dal re d'Italia Vittorio Emanuele III di Savoia come:
Le due porzioni dello stemma riprendono i blasoni delle antiche famiglie feudatarie di Calestano: superiormente dei Fieschi e inferiormente una variante di quello dei Tarasconi (fasciato nebuloso d'oro e di rosso) che successero loro nel 1650.
Il gonfalone è un drappo di azzurro.

## Monumenti e luoghi d'interesse

### Architetture religiose

#### Chiesa di San Lorenzo

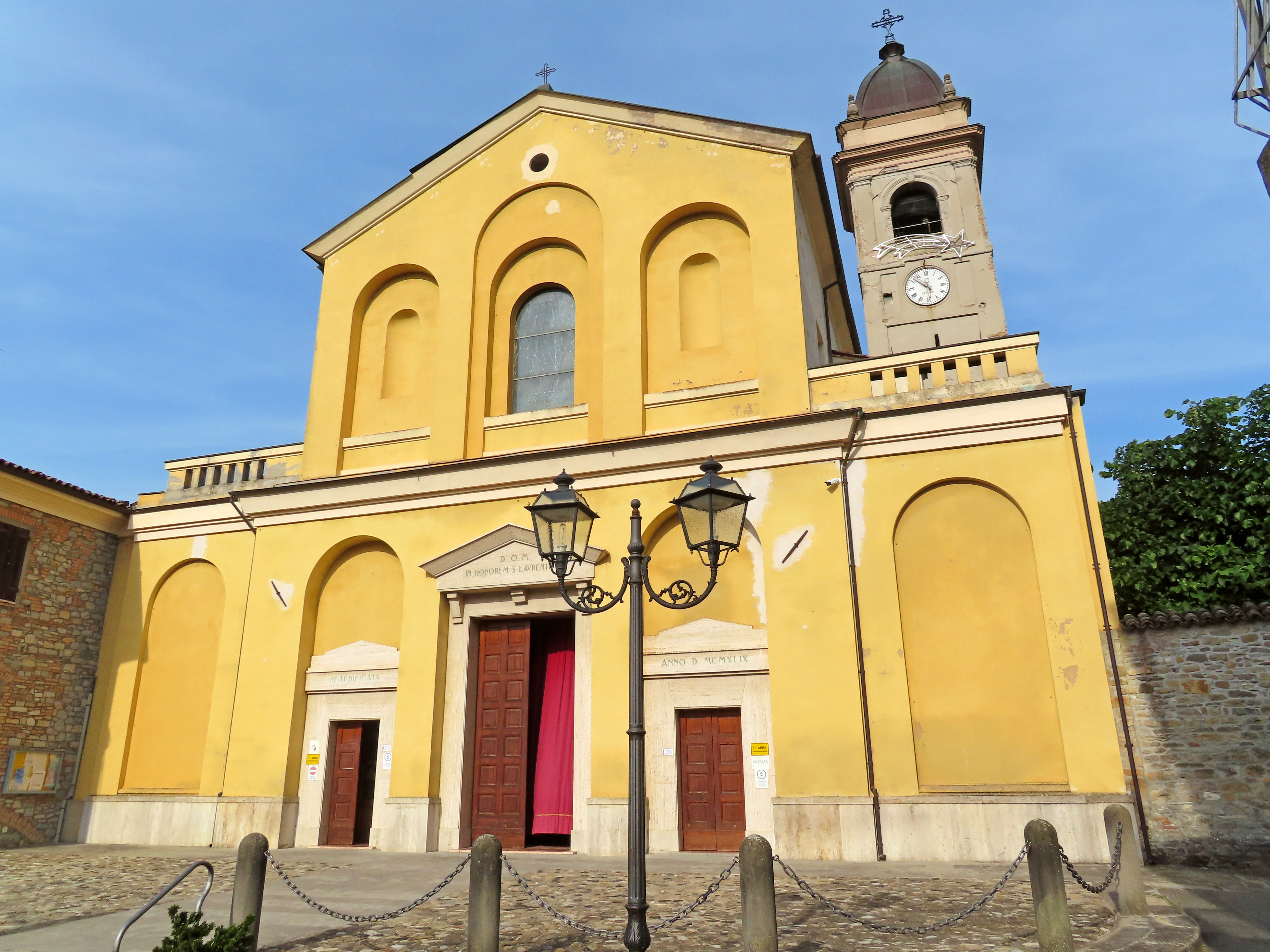
Chiesa di San Lorenzo

Menzionata per la prima volta nel 1230, la chiesa romanica fu ampliata verso la fine del XVI secolo; notevolmente modificata in stile neoclassico agli inizi del XVIII secolo, fu dotata di una facciata neorinascimentale nel 1907; pesantemente danneggiata dai bombardamenti alleati nel 1944, fu ristrutturata tra il 1949 e il 1950, con la riedificazione del prospetto principale modernista su disegno dell'architetto Italo Costa e la realizzazione delle decorazioni interne ad opera del pittore Regolini; restaurata tra il 1985 e il 2007, fu colpita dal terremoto del 2008 e ristrutturata tra il 2009 e il 2011. Il tempio, affiancato da tre cappelle per lato, conserva al suo interno numerose opere d'arte, tra cui l'altare maggiore in marmi policromi e il coro in legno, provenienti dalla chiesa di Santa Maria del Carmine di Parma.

#### Chiesa di San Pietro Apostolo

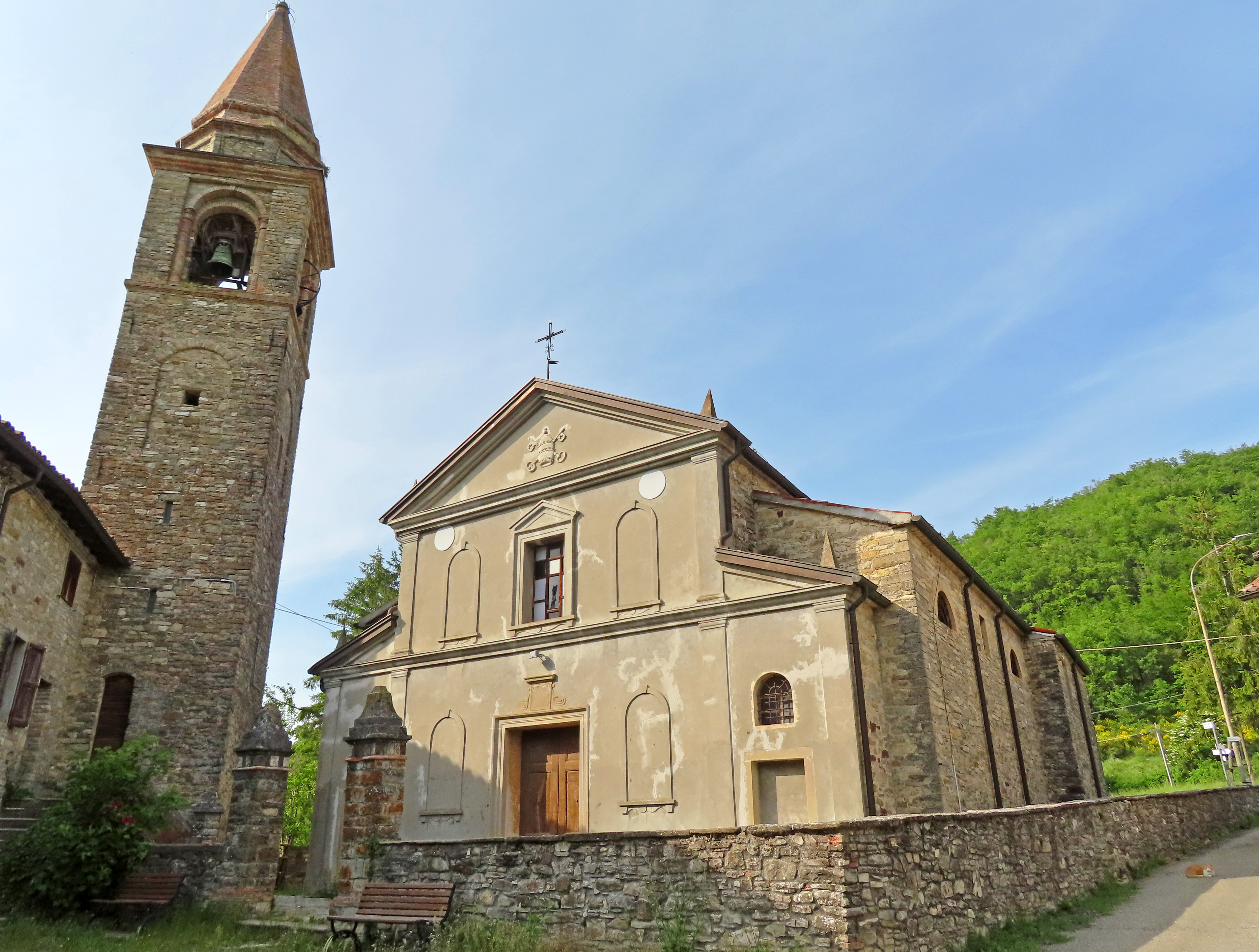
Chiesa di San Pietro Apostolo

Menzionata per la prima volta nel 1230, la chiesa romanica di Fragno fu danneggiata da una frana intorno alla metà del XVII secolo e abbattuta; ricostruita nel 1660 circa in forme barocche in posizione più sicura, fu arricchita della nuova facciata neoclassica nel 1858 e decorata internamente nel 1954. Il luogo di culto, affiancato da quattro cappelle e ornato con lesene e affreschi, conserva vari arredi e dipinti seicenteschi.

#### Chiesa di San Giacomo Apostolo

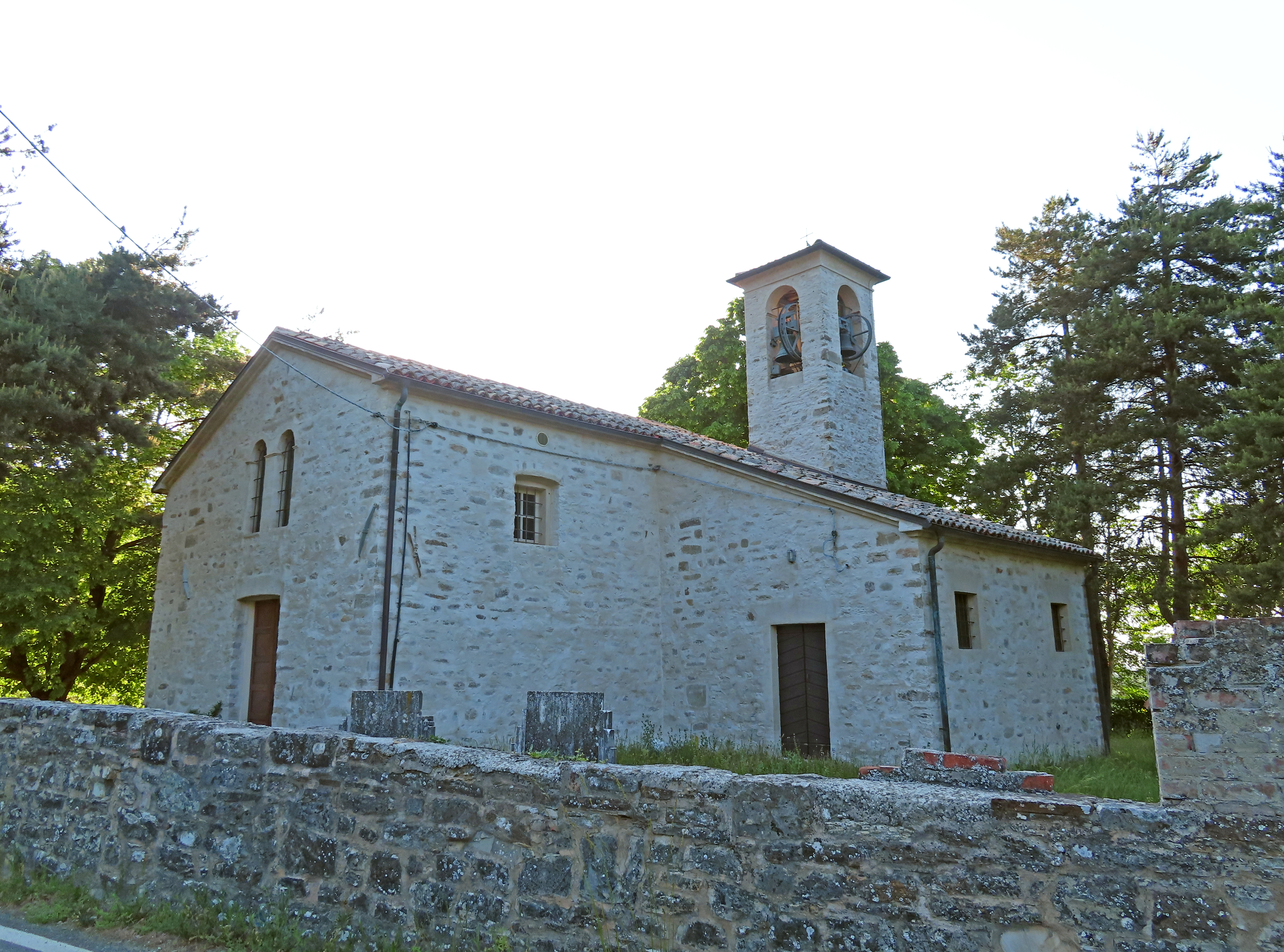
Chiesa di San Giacomo Apostolo

Menzionata per la prima volta nel 1230, la chiesa romanica di Vallerano fu parzialmente ricostruita all'incirca tra il 1691 e il 1715; dotata del campanile nei primi anni del XIX secolo, fu ristrutturata nel 1975; danneggiata dal terremoto del 2008, fu interamente restaurata e consolidata tra il 2016 e il 2017. Il luogo di culto in pietra, affiancato da due cappelle e decorato internamente con lesene, è internamente decorato con lesene e affreschi in stile eclettico.

#### Chiesa dei Santi Gervaso e Protaso

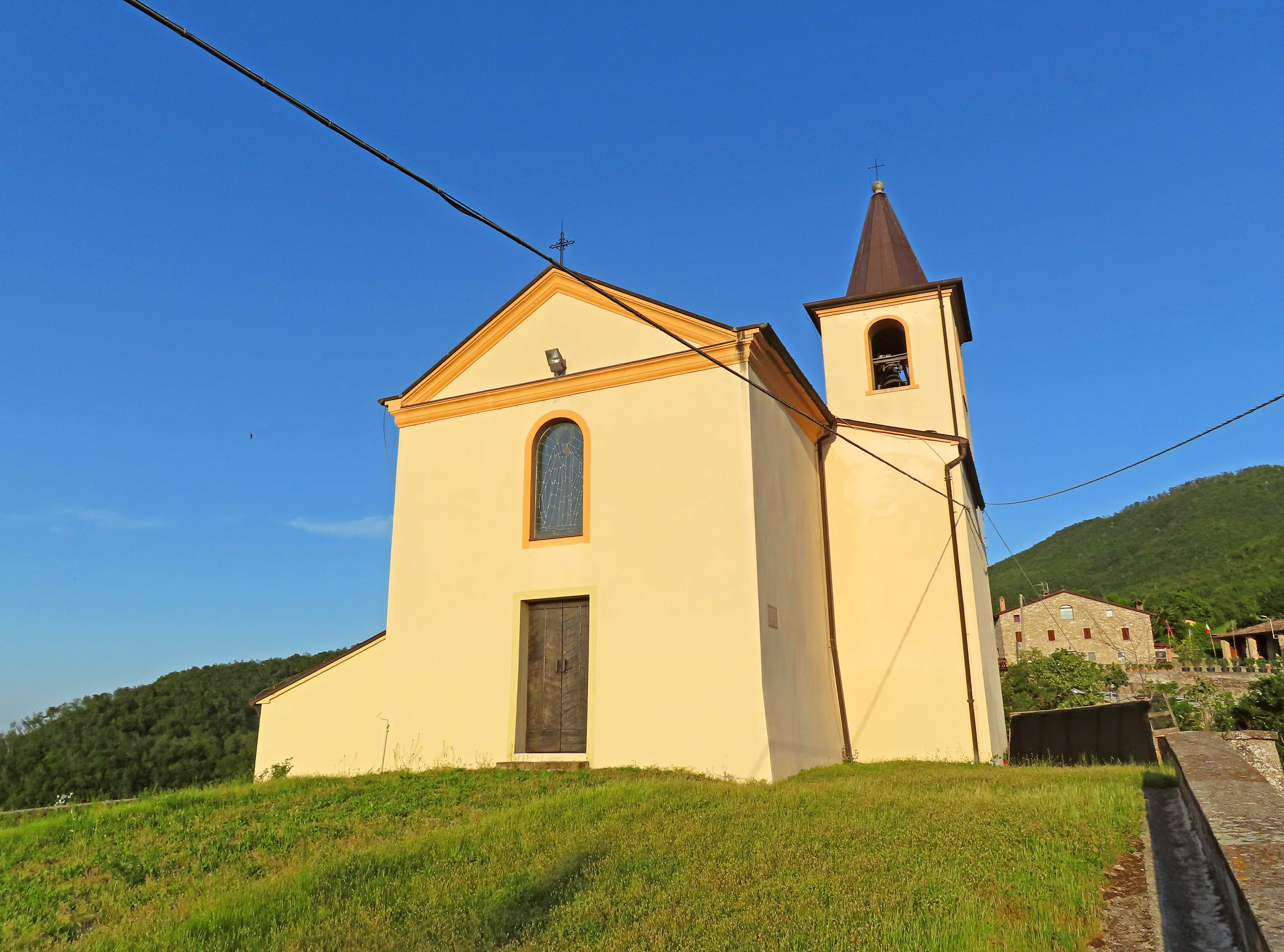
Chiesa dei Santi Gervaso e Protaso

Menzionata per la prima volta nel 1230, la chiesa romanica di Ramiano fu completamente ristrutturata in forme neoclassiche nel corso del XVIII secolo; modificata nel 1900, fu restaurata tra il 1980 e il 2000. Il luogo di culto, affiancato da due cappelle, conserva una pala d'altare barocca e una croce astile argentea risalenti al XVII secolo.

#### Chiesa di San Pietro e Santa Maria della Pace

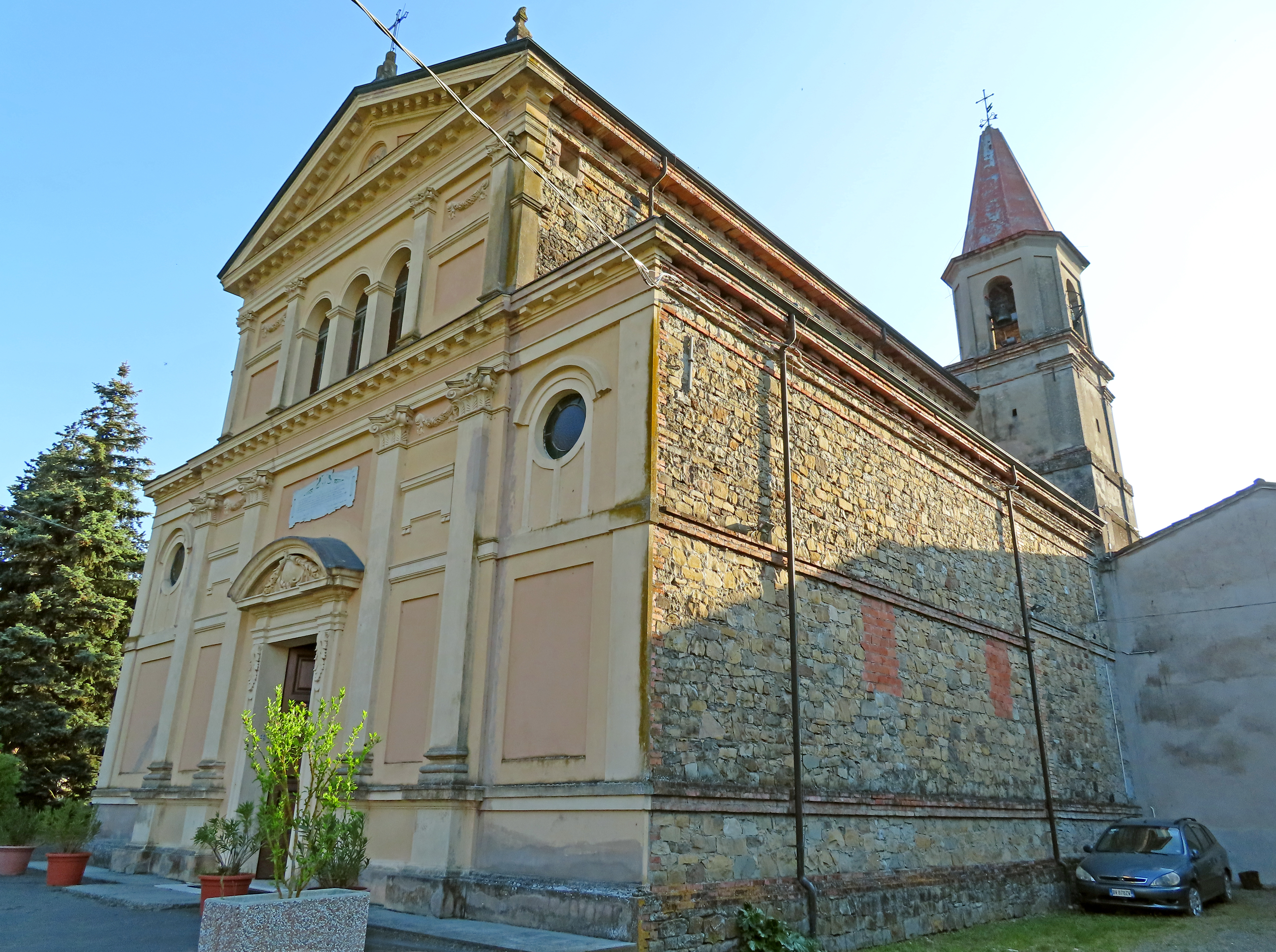
Chiesa di San Pietro e Santa Maria della Pace

Menzionata per la prima volta nel 1230, la piccola chiesa romanica di Marzolara, modificata nella zona absidale nel XV secolo, fu riadattata a salone parrocchiale nel 1915, in seguito alla costruzione in adiacenza di un nuovo ampio tempio con due cappelle, progettato dall'architetto Alfredo Provinciali; arricchito nel 1928 della facciata eclettica su disegno dell'architetto Camillo Uccelli, il luogo di culto modernista fu affiancato tra il 1950 e il 1962 da altre quattro cappelle e da due locali di servizio e decorato internamente nel 1963 da Manlio Manuati; elevato nel 1969 a santuario diocesano dedicato a santa Maria della Pace, fu colpito dal terremoto del 2008 e ristrutturato tra il 2010 e il 2013. L'edificio, ornato nella navata con lesene e affreschi, conserva nell'ancona barocca dell'altare maggiore la venerata statua seicentesca della Madonna della Pace, proveniente dall'oratorio di Santa Maria della Pace di Parma.

#### Chiesa dell'Annunciazione di Maria Vergine

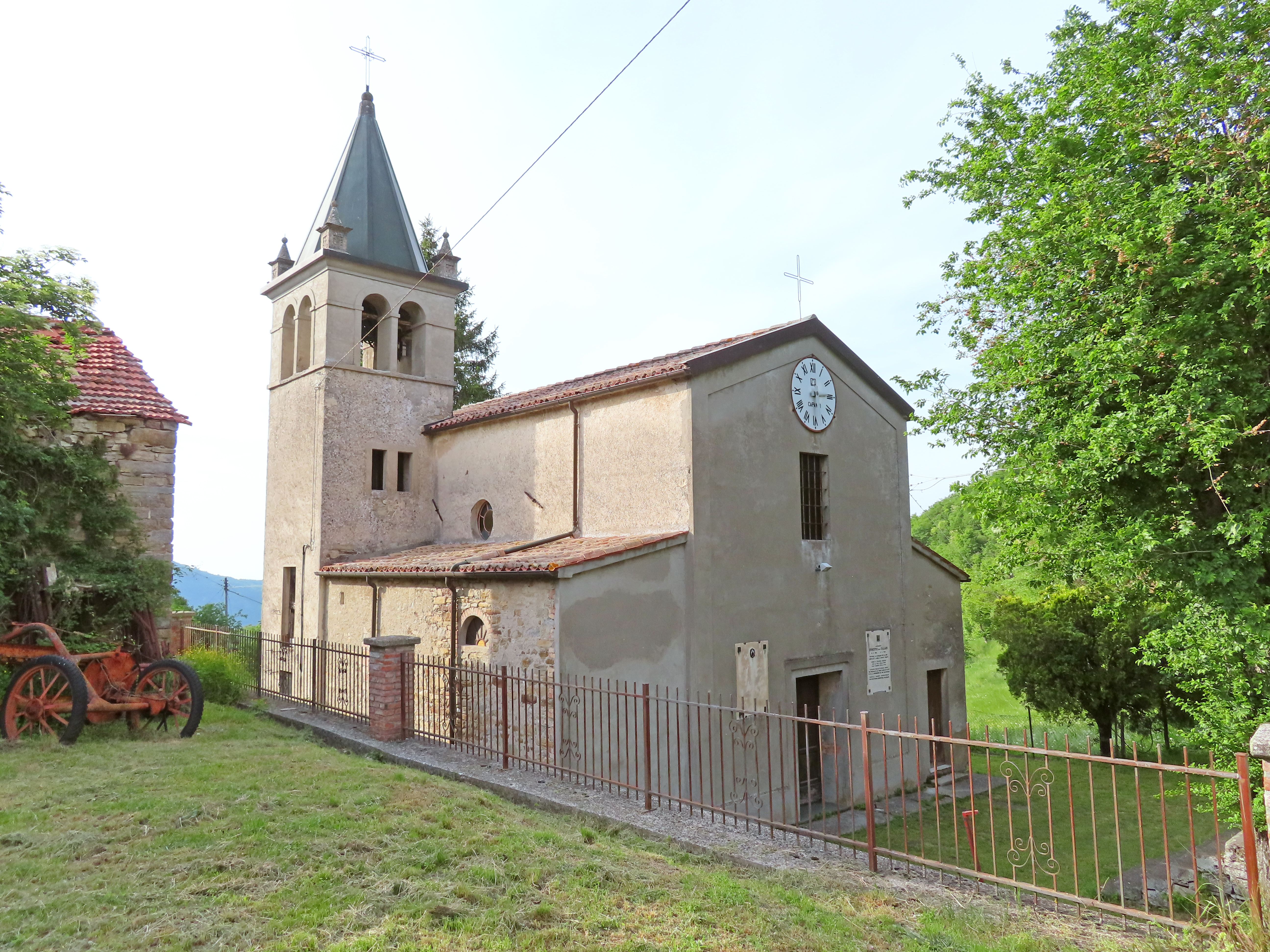
Chiesa dell'Annunciazione di Maria Vergine

Menzionata per la prima volta nel 1493, la cappella romanica di Canesano, danneggiata da una frana nella seconda metà del XIX secolo, nel 1888 fu abbattuta e ricostruita in stile neoclassico in posizione più sicura; dotata nel 1925 di un nuovo campanile, la chiesa fu modificata nel 1952 con l'aggiunta delle due cappelle laterali e decorata internamente. La chiesa, ornata con lesene e affreschi, conserva un pregevole fonte battesimale quattrocentesco in pietra.

#### Chiesa di San Giovanni Battista

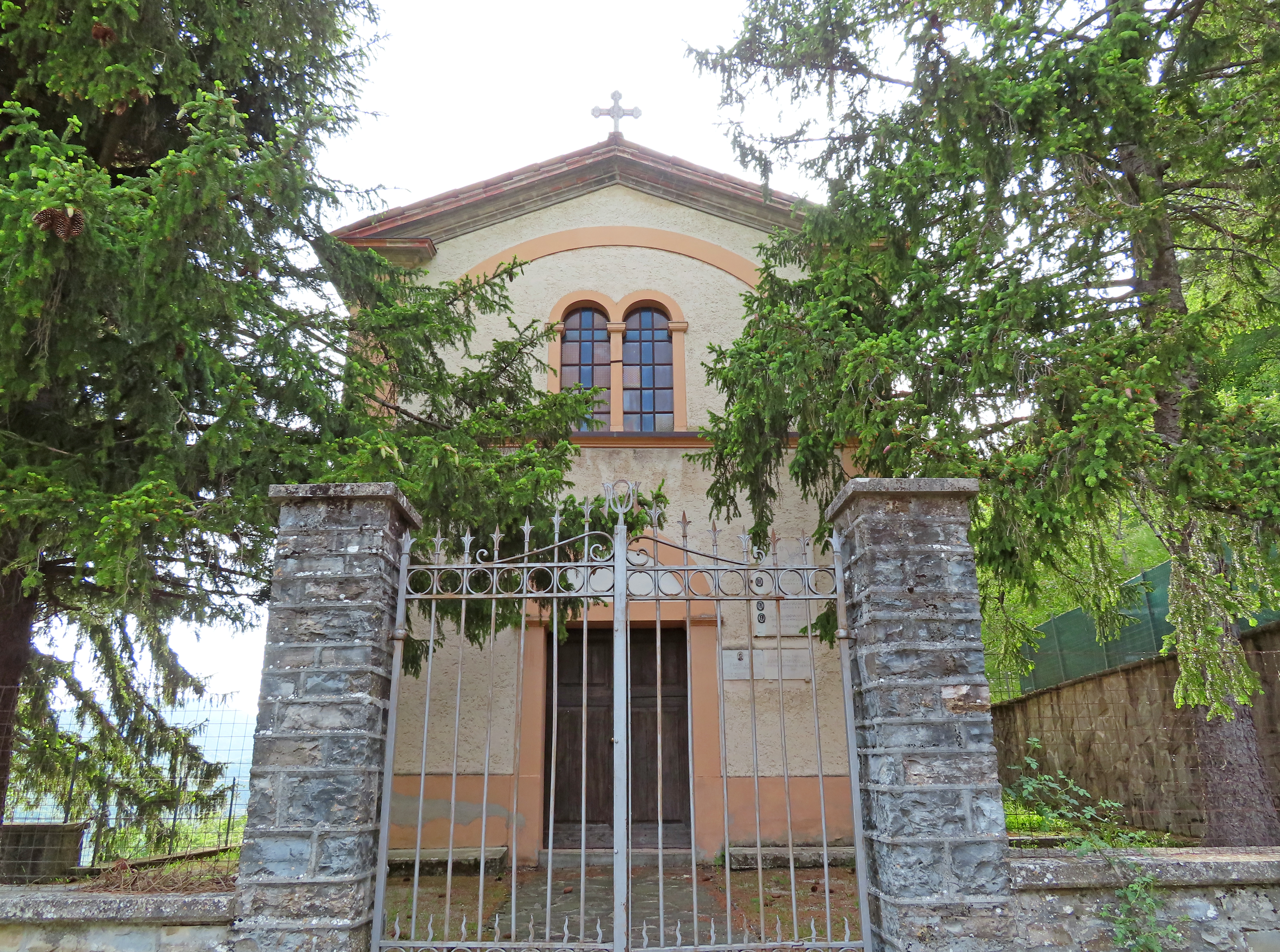
Chiesa di San Giovanni Battista

Menzionata per la prima volta nel 1230, la cappella romanica di Vigolone, elevata a sede parrocchiale nel 1564, fu abbattuta nel 1897 e completamente ricostruita a poca distanza; completata nel 1929 con la facciata e il campanile, la nuova chiesa fu decorata internamente tra il 1931 e il 1935. Il luogo di culto, ornato con lesene doriche e affreschi a motivi geometrici e floreali, è affiancato dalla canonica in pietra, risalente al 1594.

#### Chiesa di San Bartolomeo

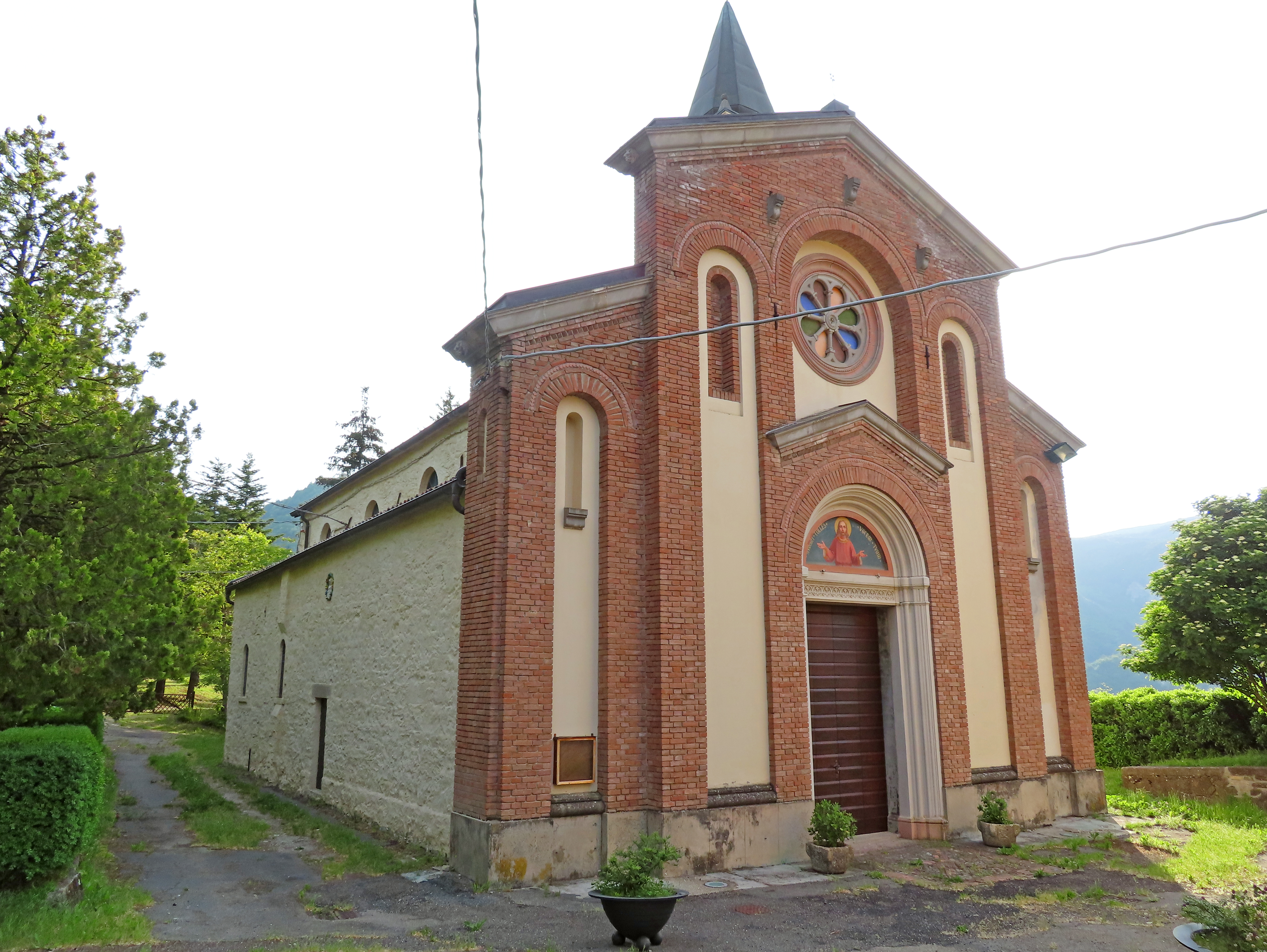
Chiesa di San Bartolomeo

Citata per la prima volta nel 1230, l'antica chiesa di Ravarano, posta in località Borello, fu distrutta da una frana nel 1589; ricostruita a Villa tra il 1602 e il 1676 in stile tardo-rinascimentale, fu ampliata agli inizi del XVIII secolo e modificata tra il 1905 e il 1920; decorata internamente nel 1934, fu arricchita della nuova facciata neoromanica nel 1949; danneggiata dal terremoto nel 2008, fu ristrutturata tra il 2009 e il 2013. Il tempio, decorato con affreschi a grottesche sulle volte, conserva una pala d'altare settecentesca.

#### Oratorio della Beata Vergine della Cintura

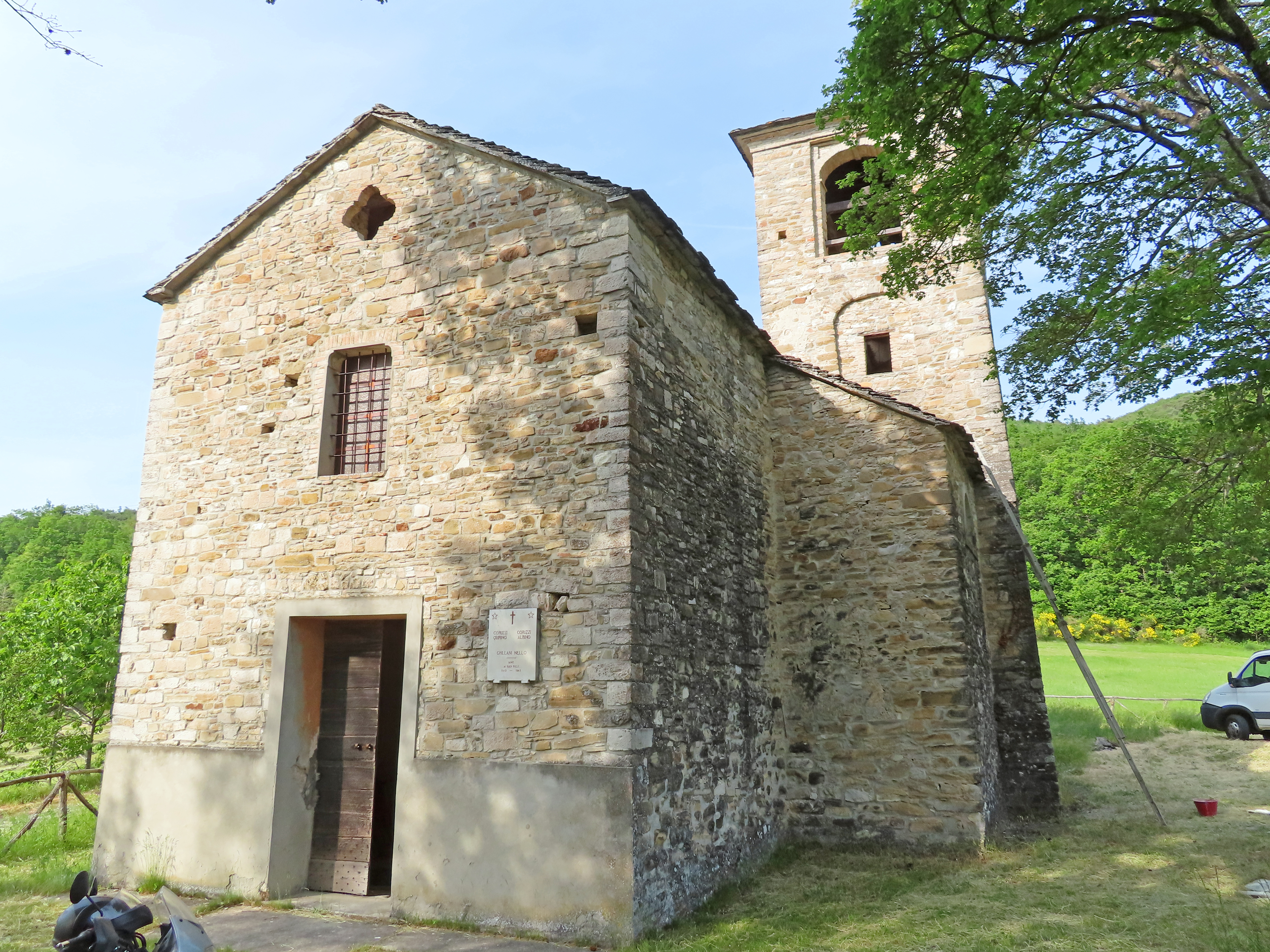
Oratorio della Beata Vergine della Cintura

Menzionato per la prima volta nel 1230, l'oratorio di Iano fu ricostruito nel 1630 in semplici forme barocche da Pellegrino Coruzzi e restaurato tra il 1950 e il 1960. Il luogo di culto, rivestito esternamente in arenaria, è decorato internamente con lesene e affreschi.

### Architetture militari

#### Castello di Ravarano

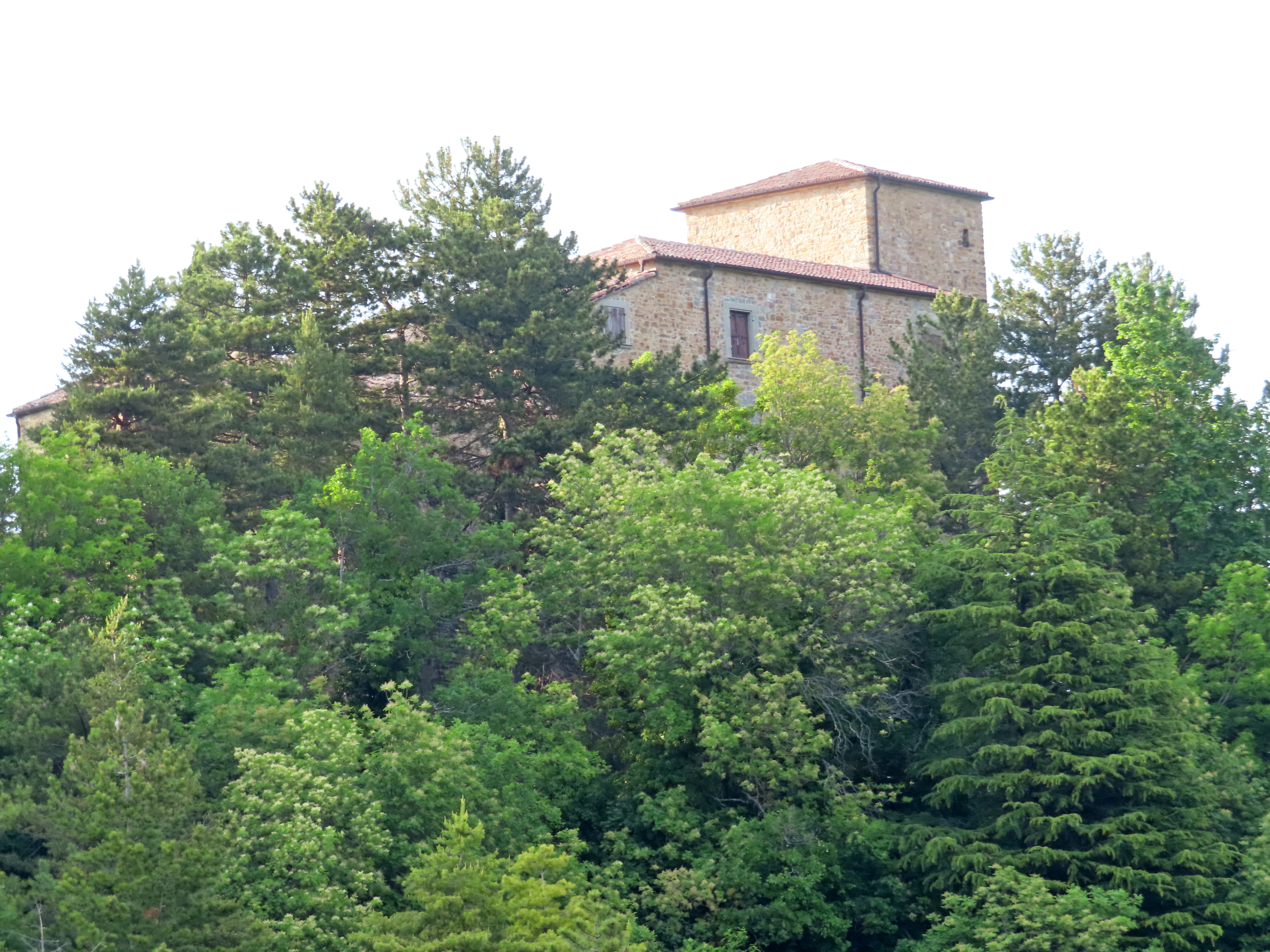
Castello di Ravarano

Edificato nell'XI secolo dal Comune di Parma, il castello di Ravarano fu acquistato dai Pallavicino nel 1214; distrutto nel 1267 dai ghibellini parmigiani, fu riedificato dopo pochi anni; passato di mano più volte a partire dal 1687, appartiene oggi alla famiglia Nanni Fainardi. Severo edificio dai tratti fortemente difensivi, si sviluppa prevalentemente su due distinti corpi a pianta rettangolare, culminanti a nord in un massiccio torrione.

#### Castello
Menzionato per la prima volta nel 1249 nell'atto di donazione al conte Alberto Fieschi, il castello di Calestano fu conquistato nel 1426, per conto del duca Filippo Maria Visconti, da Pier Maria I de' Rossi; assegnato successivamente a Niccolò Guerriero, ad Albertino de' Cividali, ai conti di Canino e a Giovanni da Oriate, fu restituito nel 1443 al conte Giannantonio Fieschi; ceduto nel 1465 al condottiero Giorgio da Gallese, passò nel 1474 a Giorgio del Carretto, poi nel 1475 a Pietro Landriani e nel 1498 a suo figlio Jacopo, per essere infine reso a Gian Luigi Fieschi negli anni seguenti; alienato nel 1650 al conte Camillo Tarasconi, fu completamente abbandonato e cadde in rovina, fino alla sua completa scomparsa.

#### Castello di Marzolara
Menzionato per la prima volta nel 1249 nell'atto di donazione al conte Alberto Fieschi, il castello di Marzolara fu conquistato nel 1426, per conto del duca Filippo Maria Visconti, da Pier Maria I de' Rossi, che lo fortificò; assegnato successivamente a Niccolò Guerriero, ad Albertino de' Cividali, ai conti di Canino e a Giovanni da Oriate, fu restituito nel 1443 al conte Giannantonio Fieschi; successivamente abbandonato, cadde in degrado; alienato nel 1650 al conte Camillo Tarasconi, scomparve in epoca imprecisata e sulle sue rovine fu costruita entro il 1804 una casa colonica.

#### Castello di Alpicella
Menzionato per la prima volta nel 1247, il castello di Alpicella, appartenente a Giacomo Rossi di Berceto, fu occupato nel 1267 dai ghibellini e successivamente distrutto dalle forze guelfe del Comune di Parma; donato nel 1249 ai conti di Lavagna Fieschi, fu alienato nel 1650 al conte Camillo Tarasconi; abbandonato, scomparve in epoca imprecisata.

#### Castello di Vigolone
Menzionato per la prima volta nel 1247, il castello di Vigolone, appartenente a Lanfranco da Cornazzano, fu donato nel 1249 ai conti di Lavagna Fieschi; conquistato nel 1246 dalle truppe di Filippo Maria Visconti, fu assegnato in seguito a Niccolò Guerriero, ad Albertino de' Cividali, ai conti di Canino e a Giovanni da Oriate, per essere infine restituito nel 1443 al conte Giannantonio Fieschi; occupato per alcuni giorni dalle truppe imperiali durante la guerra di Parma nel 1551, fu alienato nel 1650 al conte Camillo Tarasconi; abbandonato, cadde in profondo degrado; ne sopravvivono soltanto alcune tracce, seminascoste dalla folta boscaglia sulla cima del monte nei pressi dell'abitato.

### Architetture civili

#### Palazzo Coruzzi Barbieri

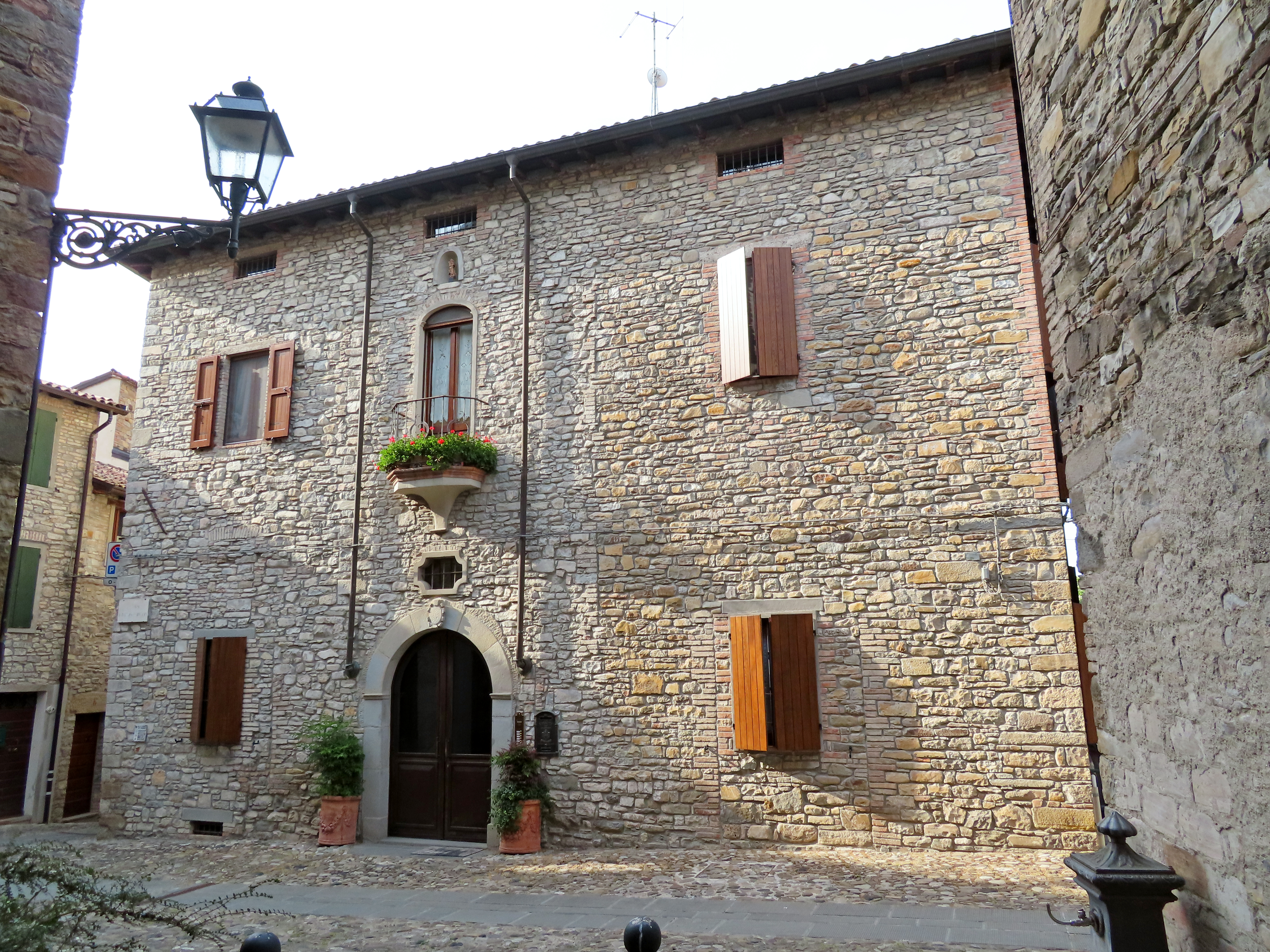
Facciata del palazzo Coruzzi Barbieri

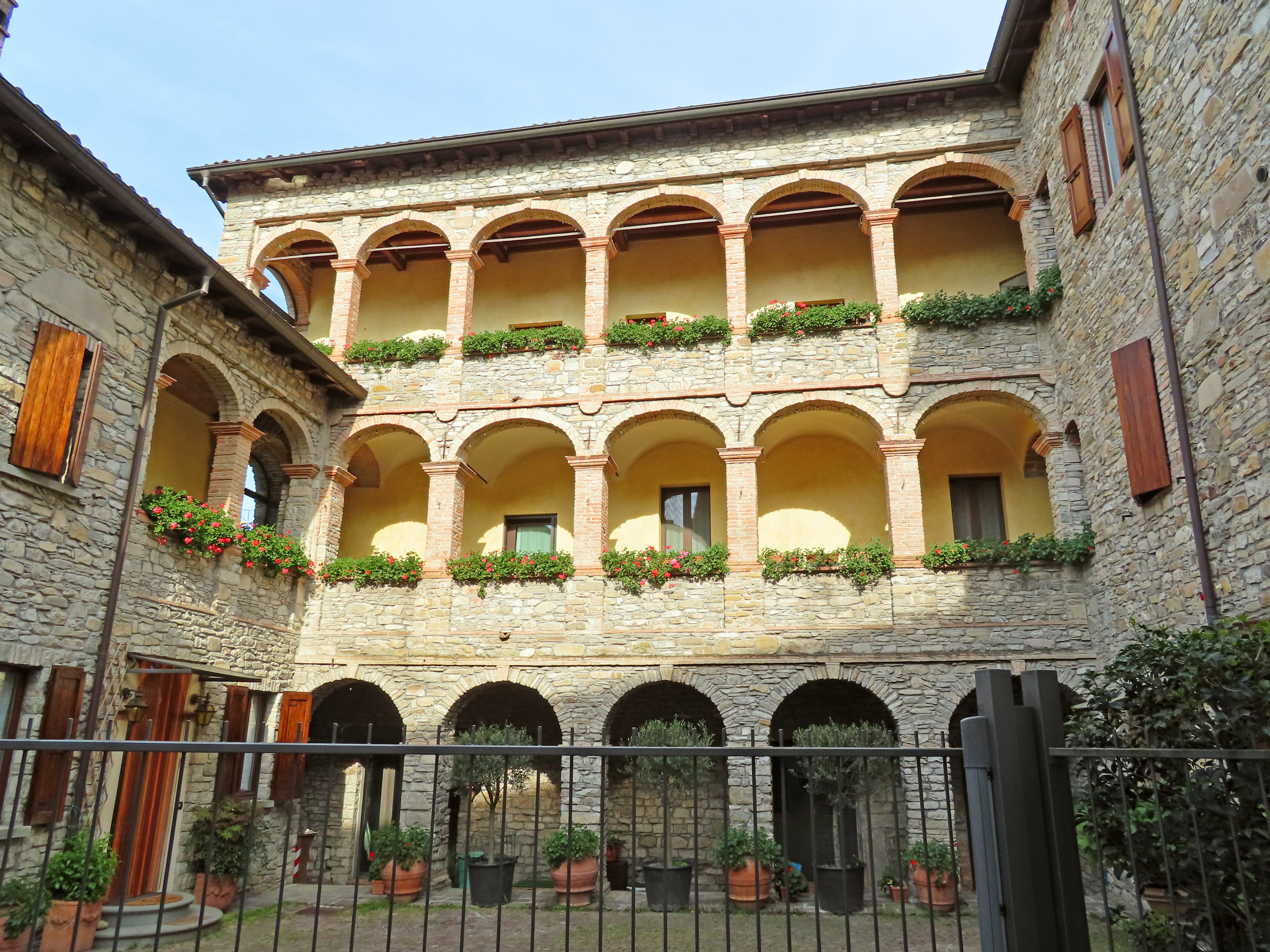
Loggiato del palazzo Coruzzi Barbieri

Edificato nel XVIII secolo, il palazzo, interamente rivestito in pietra, è caratterizzato dalla presenza di una corte su cui si apre un porticato ad arcate a tutto sesto; i due livelli superiori si affacciano attraverso un doppio loggiato, retto da pilastri in mattoni coronati da capitelli dorici; l'edificio è accessibile attraverso un ampio portale a tutto sesto con cornice in arenaria, decorato con un medaglione.

#### Palazzo Tarasconi

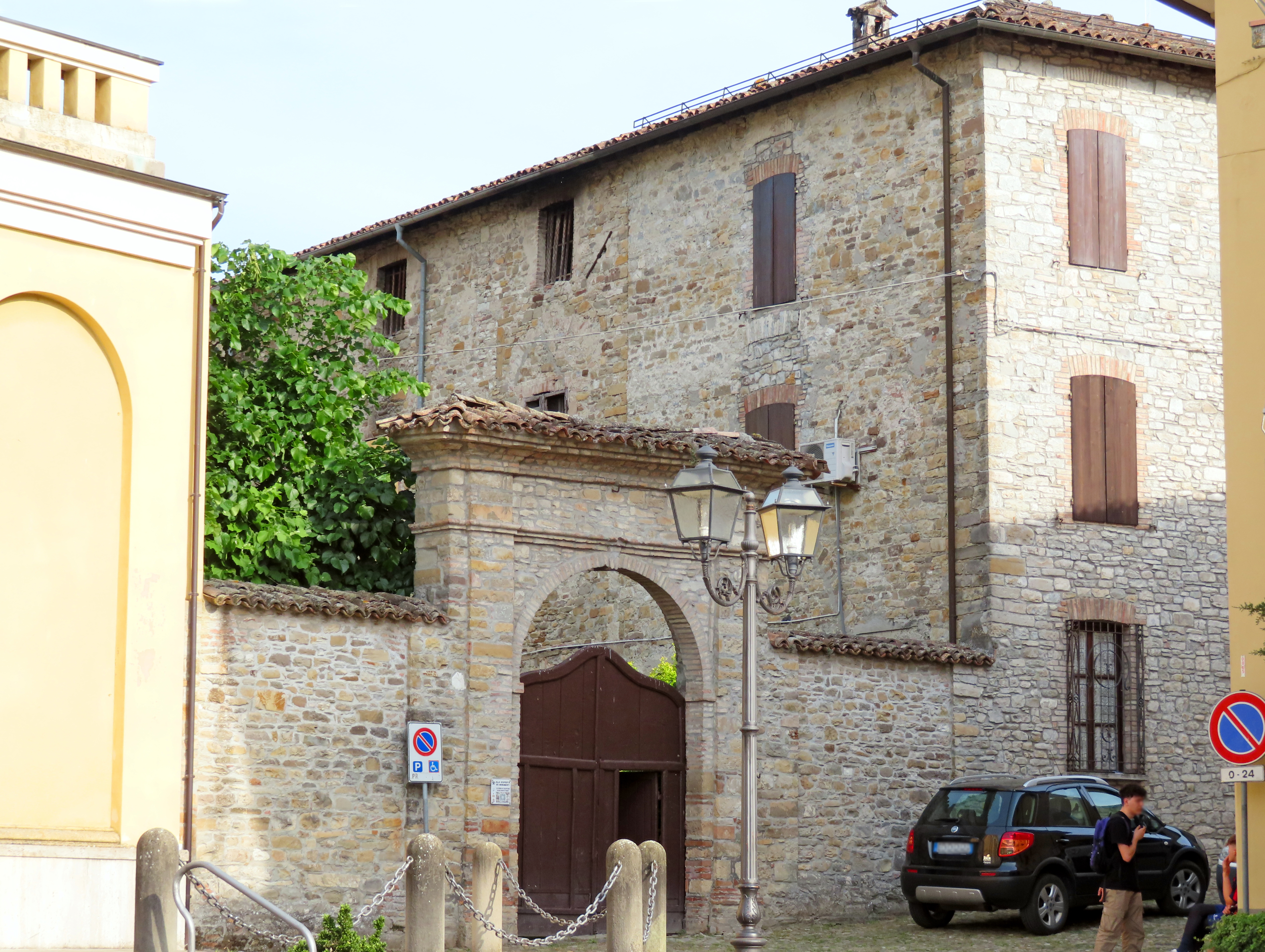
Portale d'accesso e ala sud-ovest del palazzo Tarasconi

Appartenuto anticamente ai conti Tarasconi, il palazzo conserva alcune sale decorate con affreschi, parzialmente frammentari, raffiguranti alcune Quadrature architettoniche, una decorazione con Noè che esce dall'arca e La verità con la bilancia della giustizia, eseguiti probabilmente da Girolamo Curti, detto "il Dentone", all'incirca nel 1629.

## Società

### Evoluzione demografica
Abitanti censiti

### Etnie e minoranze straniere
Secondo i dati ISTAT al 31 dicembre 2014 la popolazione straniera residente era di 413 persone, pari al 19,5% della popolazione comunale. Le nazionalità sono complessivamente 24; quelle maggiormente rappresentate in base alla loro percentuale sul totale della popolazione residente erano:
- Sri Lanka, 179 - 8,46%
- Albania, 43 - 2,03%
- India, 35 - 1,65%
- Marocco, 27 - 1,28%
- Romania, 25 - 1,18%
- Ucraina, 24 - 1,13%
- Moldavia, 15 - 0,71%

## Cultura

### Istruzione

#### Biblioteche
È presente una biblioteca comunale intitolata "L'Albero Maestro".

#### Scuole
Nel territorio di Calestano è presente un polo scolastico, con sede nel capoluogo, che conta di: una scuola dell'Infanzia intitolata a "Don Ernestino Ollari", una scuola primaria denominata "Verti-Ollari", e una scuola secondaria inferiore intitolata a "G. Micheli", tutte e tre si trovano ubicate nel capoluogo.

#### Musei
A Calestano è presente un museo archeologico.

### Cucina e prodotti tipici

#### Tartufo nero di Fragno
Riconosciuto come P.A.T, il tartufo nero di Fragno è una varietà di tuber uncinatum, di raccolta autunnale, diffuso nella zona di Fragno, frazione del comune posta a est del capoluogo che sorge in prossimità dello spartiacque tra le valli del torrente Parma e Baganza. La raccolta e la vendita nella zona PAT del tartufo nero di Fragno è disciplinato dal Consorzio Qualità Tipica Val Baganza. La zona di raccolta è caratterizzata da conformazioni geologiche a Flysh nella zona compresa fra il monte Sporno e il monte Bosso, il terreno nel quale cresce e si sviluppa sono terreni morbidi e relativamente sciolti, privi di ristagni d'acqua perché posti prevalentemente in pendenza, generalmente esposti a Nord, che si trovano ai margini o all'interno di boschi misti di latifoglie e compresi in una fascia altitudinale che va dai 500 ai 1000 m s.l.m.
Il comune di Calestano fa parte dell'Associazione Nazionale Città del Tartufo.

#### Gastronomia
Prodotti tipici sono i primi piatti a base di tartufo nero, si va dal risotto al tartufo nero di Fragno a primi piatti a base di pasta all'uovo come tagliatelle condite con scaglie di tartufo, paste ripiene e in abbinamento a sedano e uovo.
Il comune di Calestano fa parte dell'itineriario eno-gastronomico della Strada del Prosciutto e dei Vini dei Colli di Parma.

#### Manifestazioni ed eventi
Dal 1991 da metà ottobre a metà novembre si svolge nel capoluogo la Fiera del Tartufo di Fragno, dove accanto ad iniziative gastronomiche vengono organizzate anche gare che premiamo sia i cani migliori che i raccoglitori dei tartufi di maggiori dimensioni. Durante la manifestazione si svolge anche l'asta per la vendita dei tartufi.

## Geografia antropica

### Urbanistica
Il paese, adagiato sulla sponda destra del torrente Baganza, si sviluppa lungo l'asse viario principale costituito dalla fondovalle della Val Baganza, fra la strada e il fiume sono collocati i principali insediamenti industriali, mentre il centro storico rimane a est della provinciale stessa. La rotonda a centro paese dà accesso da una parte al ponte sul Baganza che collega il paese con Terenzo e la Val Taro, dall'altra da l'accesso al centro storico vero e proprio del paese.

### Frazioni

#### Marzolara
Marzolara è la frazione principale del comune, posta 5 km circa a nord del capoluogo, in corrispondenza di un ponte sul torrente Baganza, conta circa 530 abitanti, più di un quarto dell'intera popolazione comunale. Ritrovamenti di strumenti in pietra fanno desumere che la località fosse abitata sin dal neolitico, mentre in tempi più recenti, nel medioevo, si ha menzione di un piccolo borgo con cappella citata per la prima volta nel 1230. Sede di una rocca che fu al centro di assedi e cambi di proprietà nel XV secolo, Marzolara divenne feudo dei conti Tarasconi sulla metà del XVII secolo e rimase sotto la loro influenza sino all'abolizione napoleonica dei diritti feudali. Unita a Calestano, fu capolinea di una tramvia che collegava la Val Baganza a Parma. Fra i monumenti da ricordare la chiesa di San Pietro e Santa Maria della Pace, mentre dell'antico maniero non vi è più traccia.

#### Fragno
Posta a 3 km a est del capoluogo, su di un pianoro che si erge a 656 m s.l.m. alle pendici del monte Sporno e in prossimità dello spartiacque fra le valli del Baganza e del Parma, Fragno è una piccola frazione di circa 70 abitanti, famosa perché al centro dell'areale di raccolta del tartufo nero che prende appunto la denominazione dalla frazione stessa. Da menzionare fra i monumenti è la chiesa di San Pietro Apostolo. Fragno è attraversata dalla strada provinciale 61 che collega Calestano a Langhirano.

#### Ravarano
Mentre Marzolara è collocata 5 km a valle di Calestano, Ravarano sorge in posizione quasi simmetrica rispetto al capoluogo, nella parte alta della Val Baganza, 4,5 km a sud di Calestano, a mezza costa lungo la provinciale che collega Calestano a Berceto, in prossimità del confine meridionale del comune.
La storia della frazione è intimamente connessa con quella del suo castello sorto come bastione di vedetta e a protezione della valle contro le incursioni provenienti dalla Lunigiana. Fu feudo dei Pallavicino dagli inizi del XIII secolo fino all'estinzione del ramo del casato avvenuta nel 1687. Dopo essere passato alla Camera Ducale e alla famiglia Boscoli poi divenne feudo di Paolo Anguissola prima e dei conti Cristiani poi sino all'abolizione dei poteri feudali del 1805.
Di interesse architettonico oltre al castello, integro ma non visitabile, la chiesa di San Bartolomeo, mentre dal punto di vista naturalistico nel territorio della frazione, in località Chiastra, si trovano i Salti del Diavolo.

#### Frazioni minori
Vallerano e Ramiano sorgono presso Marzolara, sempre sulla sponda destra del Baganza, rispettivamente a 5,5 km dal capoluogo a un'altezza di 516 m s.l.m. alle pendici del monte Sporno e a 3,3 km dal capoluogo a un'altezza di 545 m s.l.m; degna di interesse sono la chiesa di San Giacomo Apostolo a Vallerano e la chiesa dei Santi Gervasio e Protaso a Ramiano.
Canesano invece sorge a sud del capoluogo, a una distanza di 3,3 km e a un'altezza di 795 m s.l.m su di un piccolo altopiano nella valle del rio Spingone. Degni di nota la chiesa dell'Annunciazione di Maria Vergine e l'oratorio di Sant'Agata ad Alpicella, mentre del castello non rimangono tracce.
Vigolone sorge infine presso uno sperone di roccia a circa 3 km dal capoluogo a un'altezza di 853 m s.l.m.; nella frazione si trova la chiesa di San Giovanni Battista, mentre del locale castello rimangono solo pochi ruderi mimetizzati nei boschi.

## Economia
Dal punto di vista economico, nonostante il calo degli addetti, l'agricoltura riveste un ruolo importante, principalmente si producono cereali, foraggi, uva e frutta. Anche la zootecnia è piuttosto sviluppata con allevamenti bovini, suini e avicoli. Nel settore industriale sono presenti aziende alimentari nel settore lattiero-caseario, aziende operanti nel settore metalmeccanico, nel settore edile delle costruzioni e di produzioni di articoli in plastica e macchinari elettrici. Nel terziario è presente una struttura distributiva relativa al commercio all'ingrosso e servizi di base incluso quello bancario, sono anche presenti sul territorio strutture ricettive per la ristorazione e il soggiorno.

## Amministrazione
Di seguito è presentata una tabella relativa alle amministrazioni che si sono succedute in questo comune.

### Sindaci eletti dal Consiglio comunale
| Periodo | Periodo | Primo cittadino    | Partito              | Carica  | Note   |
| ------- | ------- | ------------------ | -------------------- | ------- | ------ |
| 1945    | 1946    | Rodolfo Fainardi   |                      | Sindaco | [ 88 ] |
| 1946    | 1955    | Giovanni Calzolari |                      | Sindaco | [ 88 ] |
| 1955    | 1960    | Pasquale Abelli    |                      | Sindaco | [ 88 ] |
| 1960    | 1970    | Francesco Illari   |                      | Sindaco | [ 88 ] |
| 1970    | 1975    | Tiziano Del Sante  |                      | Sindaco | [ 88 ] |
| 1975    | 1990    | Federico Gennari   | Democrazia Cristiana | Sindaco | [ 88 ] |
| 1990    | 1996    | Mario Bertani      | Democrazia Cristiana | Sindaco | [ 88 ] |

### Sindaci eletti direttamente dai cittadini
| Periodo        | Periodo        | Primo cittadino        | Partito                                      | Carica  | Note   |
| -------------- | -------------- | ---------------------- | -------------------------------------------- | ------- | ------ |
| 24 aprile 1995 | 14 giugno 1999 | Luigi Pini             | centro-sinistra                              | Sindaco | [ 89 ] |
| 14 giugno 1999 | 14 giugno 2004 | Filippo Abelli         | lista civica                                 | Sindaco | [ 89 ] |
| 14 giugno 2004 | 8 giugno 2009  | Filippo Abelli         | lista civica                                 | Sindaco | [ 89 ] |
| 8 giugno 2009  | 26 maggio 2014 | Mariagrazia Conciatori | lista civica                                 | Sindaco | [ 89 ] |
| 26 maggio 2014 | 27 maggio 2019 | Francesco Peschiera    | lista civica: "Calestano volta pagina"       | Sindaco | [ 89 ] |
| 27 maggio 2019 | 9 giugno 2024  | Francesco Peschiera    | lista civica: "Calestano volta pagina"       | Sindaco | [ 89 ] |
| 9 giugno 2024  | in carica      | Enzo Magri             | lista civica: "Uniti per cambiare Calestano" | Sindaco | [ 89 ] |

## Infrastrutture e trasporti
Calestano è attraversata dalla strada di fondovalle della Val Baganza che consente lo sbocco in pianura passando per Felino, inoltre passando per Terenzo si può raggiungere la strada statale n. 62 della Cisa che è posta a circa 8 km dal capoluogo. I collegamenti ferroviari sono consentiti dalla stazione posta a 15 km lungo la ferrovia Pontermolese. Calestano fa parte della Comunità Montana "Appennino Parma Est".
Tra il 1910 e il 1954 la frazione di Marzolara fu capolinea di una tranvia per Parma.

## Sport
Sul territorio comunale vi sono due squadre di calcio: l'AC Marzolara e la ASD Calestanese che militano per il campionato 2019/20 nel campionato di prima categoria girone B.